# 赫拉科韋 (庫皮揚斯克區)
49°51′53″N 37°58′50″E / 49.86472°N 37.98056°E
赫拉科韋（烏克蘭語：Гракове）是位於烏克蘭東部的村莊，由哈爾科夫州庫皮揚斯克區的德沃里奇纳市镇負責管轄。該村始建於1825年，面積0.89平方公里，海拔高度146米，2001年人口338，人口密度每平方公里378.1人。